# Le Grognon (journal)
Pour les articles homonymes, voir Le Grognon.
Le Grognon est un journal satirique hebdomadaire créé en 1991 et diffusé à Kinshasa, la capitale de la république démocratique du Congo (RDC).

## Historique
En 1990, le dictateur à la tête de la république démocratique du Congo, Mobutu Sese Seko, ouvre le pays au multipartisme. Dans ce contexte de libertés nouvelles, de nombreux journaux indépendants, souvent satiriques, voient le jour,. Le Grognon est ainsi créé en 1991, ce qui en fait le plus ancien journal satirique toujours publié.

### Arrestation de Tharcisse Zongia en 2018
Le directeur de la publication du Grognon, Tharcisse Zongia, est condamné en novembre 2016 à un an de prison (la peine maximale) pour diffamation, pour un article publié en 2015 et intitulé « Les petits secrets noirs de la CAN 2015 : Barthélemy Okito, un prédateur à mettre hors d’état de nuire », dans lequel il accuse Barthélemy Okito, secrétaire général au ministère congolais des Sports et des Loisirs, d'avoir détourné des fonds destinés à l'équipe de football nationale. Absent lors de son procès et n'ayant pu présenter sa défense (selon le Comité pour la protection des journalistes), Tharcisse Zongia interjette appel en janvier 2017.
Le 6 septembre 2018, alors qu'il se rend au tribunal de grande instance où il est convoqué après une deuxième plainte pour diffamation de Barthélemy Okito,  concernant cette fois un article publié en 2018 dans lequel le journaliste annonce l'arrestation de l'homme politique pour « détournement de fonds », Tharcisse Zongia est interpellé et emprisonné au motif de sa condamnation de 2016,.
L'association congolaise Journaliste en danger exige la libération du directeur de la publication, qui n'a pas pu présenter sa défense devant le tribunal ; elle est rejointe par l'ONG Reporters sans frontières qui dénonce des atteintes répétées à la liberté de la presse en RDC. Le journaliste demeure emprisonné.

## Diffusion
La diffusion du Grognon atteint un temps les 6 000 exemplaires ; en 2018, elle est inférieure à 1 000 exemplaires.